# Líšná, Přerov
Líšná là một làng thuộc huyện Přerov, vùng Olomoucký, Cộng hòa Séc.